# Sedgley
Sedgley är en ort i distriktet Dudley, i grevskapet West Midlands, i England. Orten hade 31 978 invånare år 2021. Denna ward hade 11 749 invånare år 2021. Sedgley var en civil parish fram till 1966 när blev den en del av Dudley, Himley och Wolverhampton. Denna civil parish hade 27 912 invånare år 1961. Sedgley var ett distrikt från 1894 till 1966 då den blev en del av Dudley Seisdon och Wolverhampton. Staden nämndes i Domedagsboken (Domesday Book) år 1086, och kallades då Segleslei.